# Rou-Marson
Rou-Marson ist eine französische Gemeinde mit 644 Einwohnern (Stand: 1. Januar 2022) im Département Maine-et-Loire in der Region Pays de la Loire. Sie gehört zum Arrondissement Saumur und zum Kanton Saumur. Die Einwohner werden Roumarsonnais genannt.

## Geographie
Rou-Marson liegt etwa sechs Kilometer südwestlich vom Stadtzentrum Saumurs in der Saumurois. Umgeben wird Rou-Marson von den Nachbargemeinden Saumur im Norden und Osten, Distré im Süden und Osten, Les Ulmes im Südwesten sowie Verrie im Westen und Nordwesten.

## Bevölkerungsentwicklung
| Jahr                       | 1962 | 1968 | 1975 | 1982 | 1990 | 1999 | 2006 | 2018 |
| Einwohner                  | 384  | 423  | 407  | 554  | 643  | 599  | 700  | 658  |
| Quellen: Cassini und INSEE |      |      |      |      |      |      |      |      |

## Sehenswürdigkeiten
- Drei Dolmen
- Kirche Saint-Sulpice in Rou aus dem 11. Jahrhundert, Umbauten aus dem 13. Jahrhundert
- Kirche Sainte-Croix in Marson aus dem 12. Jahrhundert
- Schloss Marson

Siehe auch: Liste der Monuments historiques in Rou-Marson

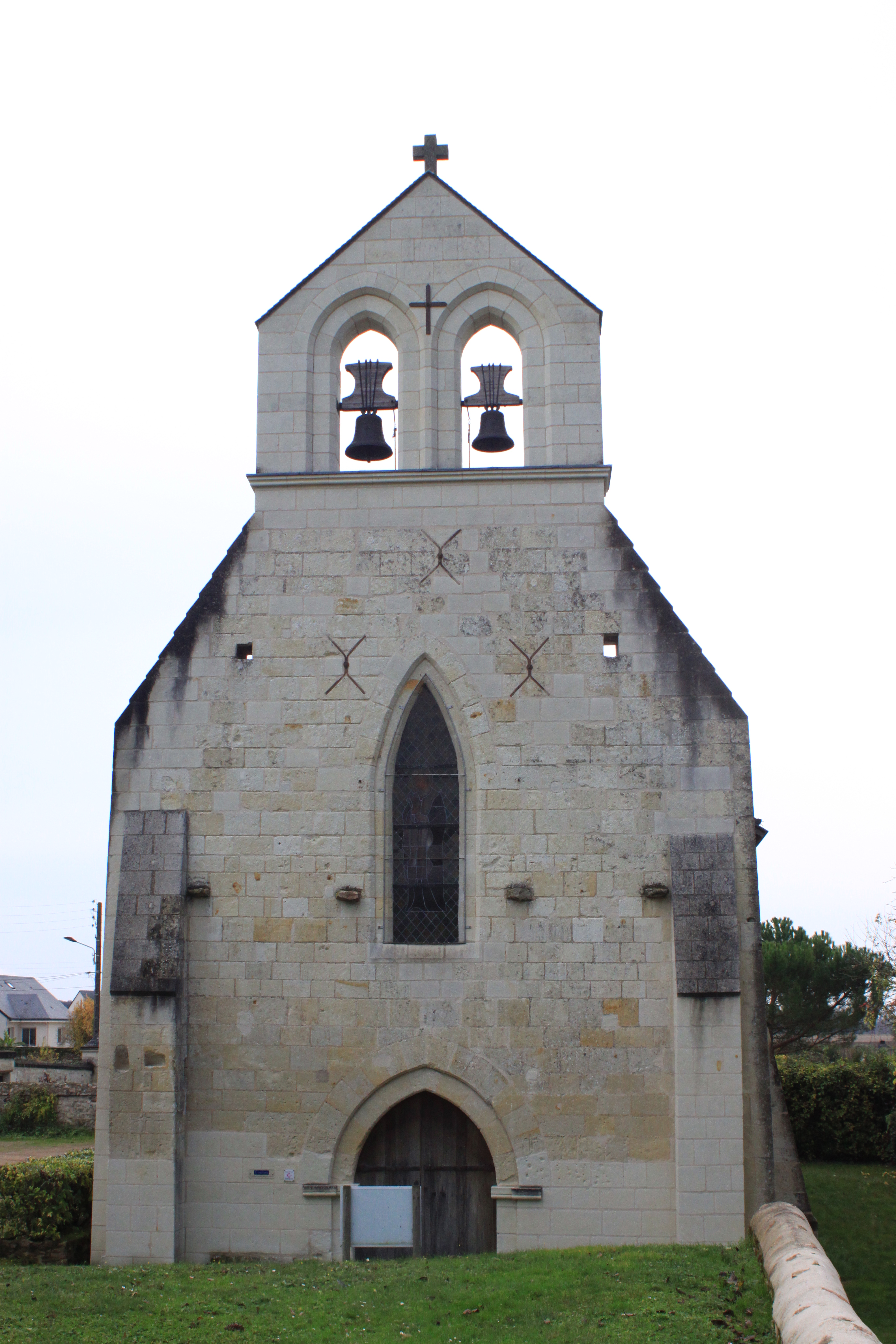
Kirche Saint-Sulpice
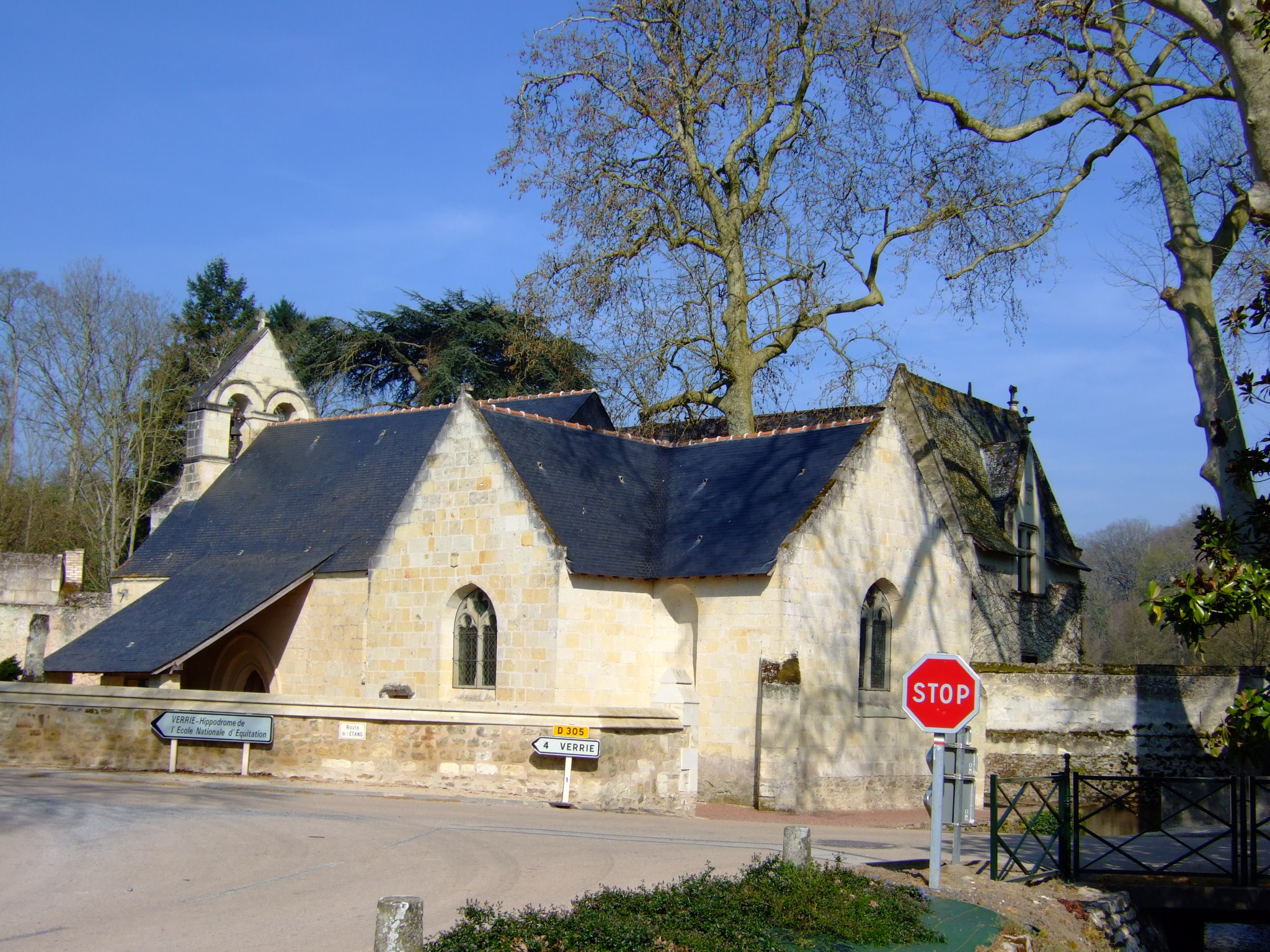
Kirche Sainte-Croix
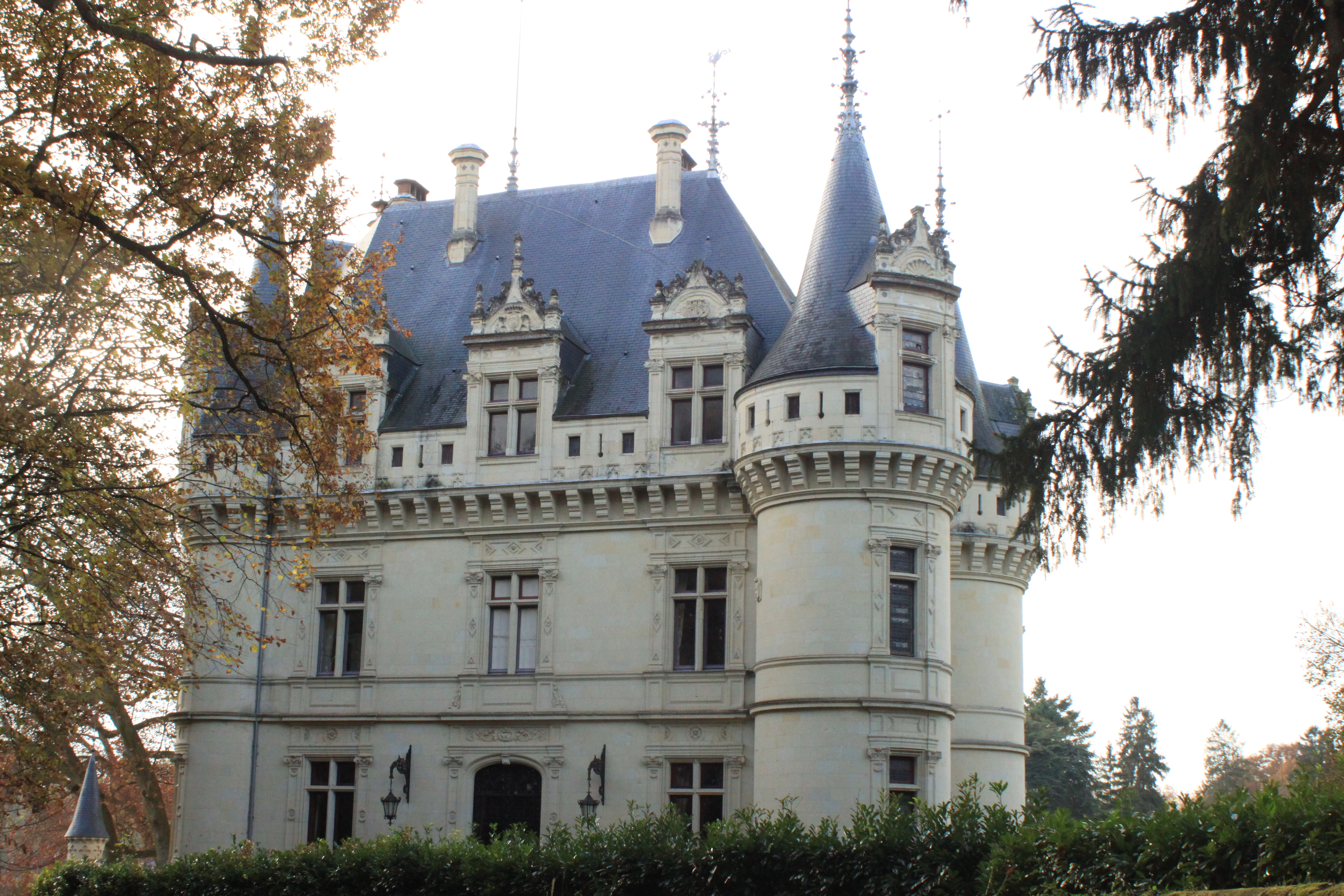
Schloss Marson
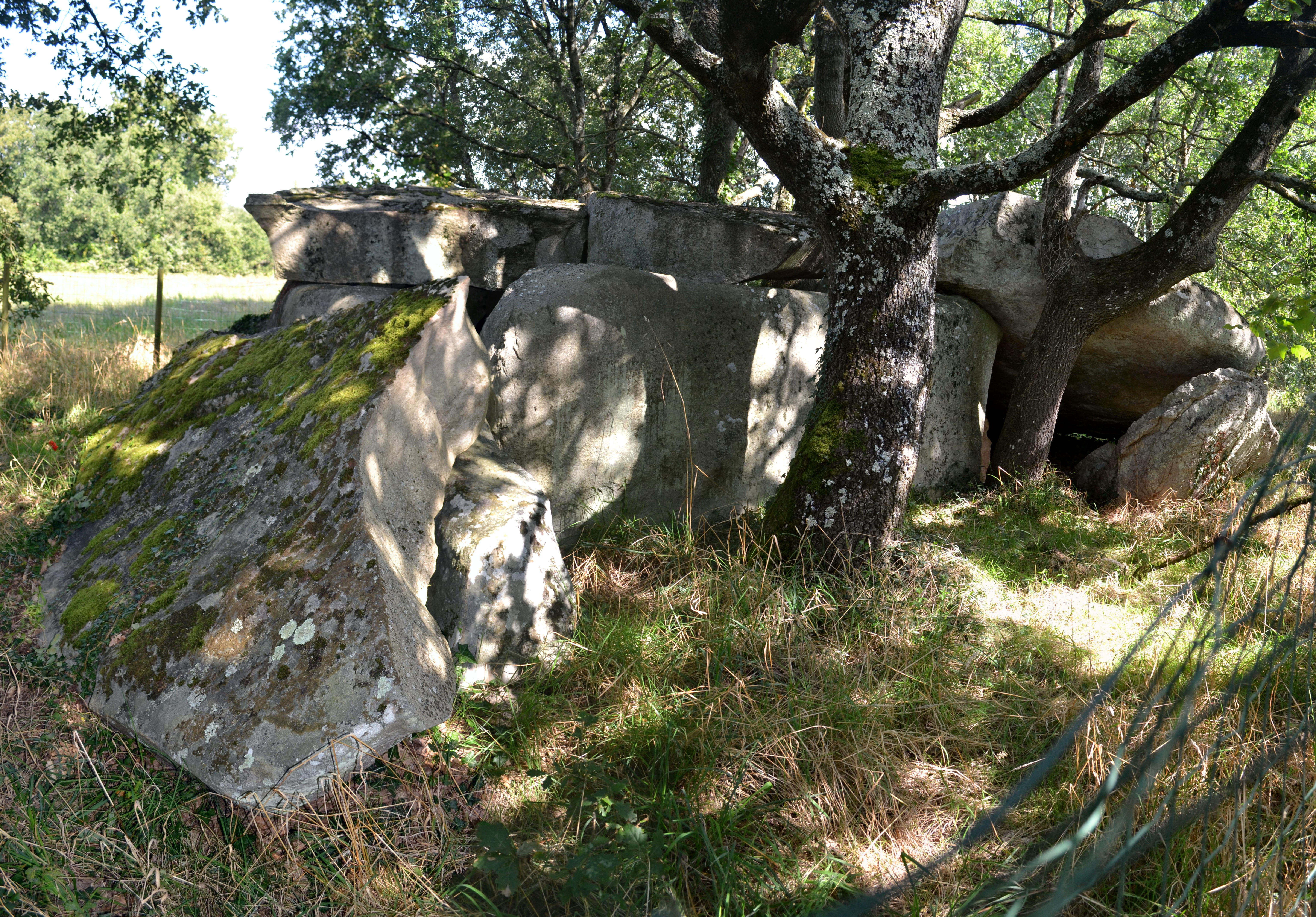
Pierre couverte du Clos-Badier

## Weinbau
Die Rebflächen in der Gemeinde gehören zum Weinbaugebiet Anjou.